# Laura Bay
Laura Bay är en vik i Australien. Den ligger i delstaten South Australia, omkring 530 kilometer nordväst om delstatshuvudstaden Adelaide.
Omgivningarna runt Laura Bay är i huvudsak ett öppet busklandskap. Trakten runt Laura Bay är nära nog obefolkad, med mindre än två invånare per kvadratkilometer. Stäppklimat råder i trakten. Genomsnittlig årsnederbörd är 309 millimeter. Den regnigaste månaden är juni, med i genomsnitt 58 mm nederbörd, och den torraste är oktober, med 7 mm nederbörd.